# Quando i dinosauri si mordevano la coda
Quando i dinosauri si mordevano la coda (When Dinosaurs Ruled the Earth) è un film britannico del 1970 diretto da Val Guest e scritto da un soggetto di J.G. Ballard (autore del controverso Crash e de L'impero del sole).

## Trama
La tribù della montagna, capeggiata da Kingsor, tenta di sacrificare tre donne bionde al suo dio solare, ma una di esse, Sanna, fugge buttandosi in mare. Viene soccorsa da pescatori appartenenti alla tribù della costa, tra i quali c'è Tara, che si innamora di lei.
Sanna viene portata al villaggio di Tara, dove un plesiosauro, precedentemente catturato per fornire carne alla tribù, riesce a spezzare le corde che lo immobilizzano e si scatena nel villaggio prima di venire abbattuto. Nel successivo banchetto, la donna Ayak s'ingelosice dell'affetto che Tara dimostra verso Sanna, e comincia ad incitare le anziane del villaggio contro di lei.
Kingsor e i suoi uomini discendono sul villaggio, costringendo Sanna a fuggire. Gli uomini di Kingsor, guidati da Kane, la inseguono, ma si imbattono in un Chasmosaurus che ferisce Kane. Tara e il suo amico Khaku, loro stessi alla ricerca di Sanna, incontrano il dinosauro, che uccide Khaku e insegue Tara, che lo guida verso un precipizio, dove il Chasmosaurus perde l'equilibrio e cade alla sua morte.
Kingsor dichiara che la morte di Khaku è una punizione inflitta dal dio solare per aver mancato il sacrificio di Sanna, e continua la sua ricerca. Nel frattempo, Sanna viene costretta a tagliarsi la chioma per fuggire da una pianta carnivora. Tara trova i capelli e presume che la sua amata sia morta. Una volta visti i capelli, Kingsor mette fine alla caccia. Kane, ormai guarito, sposa Ulido, la donna che lo ha soccorso durante la sua convalescenza.
Sanna trova rifugio nel nido di un Megalosaurus che lo scambia per uno dei suoi piccoli. Settimane dopo, Tara viene aggredito da un Rhamphorhynchus che lo trasporta presso il territorio del Megalosaurus. Dopo aver ucciso lo pterosauro, Tara ritrova Sanna e tenta di mantenere segreta la sua sopravvivenza, ma viene scoperto, scatenando la ira di Kingsor che lo condanna a morte su una zattera infuocata.
Tara si libera e tenta di fuggire insieme a Sanna dai loro inseguitori, ma Sanna viene riportata indietro dal Megalosaurus e Tara viene di nuovo catturato. Il mare però comincia a recedere, e il villaggio viene assalito da granchi giganti. Nel caos che segue, Sanna libera Tara mentre uno tsunami si reca gradualmente verso di loro. I due amanti, insieme a Kane e Ulido, trovano rifugio su una zattera mentre Kingsor viene spazzato via dall'onda durante un vano tentativo di placare l'ira del suo dio. Ayak tenta di raggiungere la zattera, ma viene risucchiata dalle sabbie mobili.
Quando le acque si calmano, i quattro sopravvissuti guardano impietriti la luna che si è appena formata nel cielo.